# Chair Airlines
Chair Airlines, bekend als chair en voorheen Germania Flug, is een Zwitserse luchtvaartmaatschappij. De maatschappij heeft haar hub op de luchthaven van Zürich en vliegt op vakantiebestemmingen in Europa en Noord-Afrika.

## Geschiedenis

### Germania Flug
Chair Airlines werd in augustus 2014 opgericht onder de naam Germania Flug en was een joint venture met het Duitse Germania en het Zwitserse bedrijf Hotelplan. Het doel was vakantievluchten uit te voeren onder de naam HolidayJet, maar dit is alleen tussen maart en november 2015 gebeurd. Dit omdat de maatschappij niet meer samen wilde werken met Hotelplan.

### Chair Airlines
In februari 2019 verklaarde Germania zichzelf failliet en hield op te bestaan. Germania Flug bleef echter wel behouden. Alle aandelen van Germania werden verkocht aan Albex Aviation. Op 11 juni 2019 kreeg Germania Flug de nieuwe naam Chair Airlines.

## Vloot

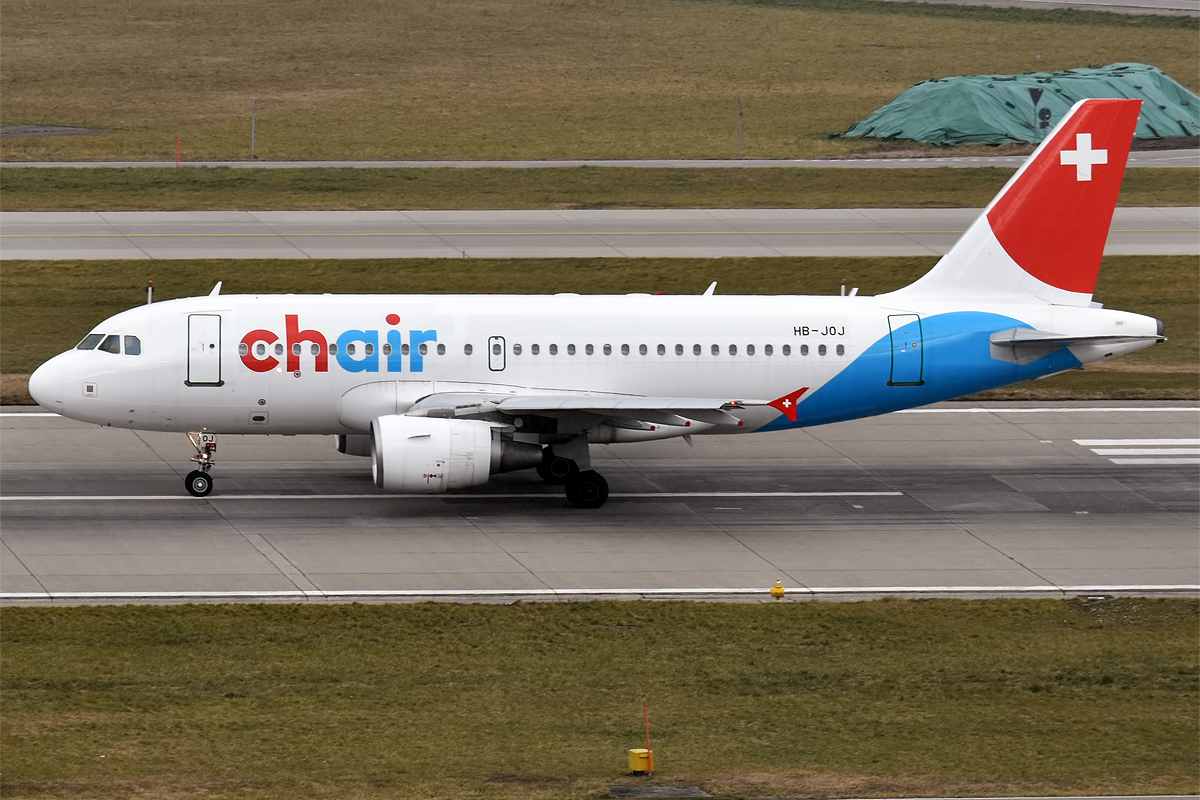
De Airbus A319-100 van chair

De vloot van Chair Airlines bestaat uit de volgende toestellen (augustus 2024):
| Type            | In dienst | Orders | Opmerkingen |
| --------------- | --------- | ------ | ----------- |
| Airbus A319-100 | 1         | —      | HB-JOJ      |
| Airbus A320-200 | 3         | —      |             |
| Totaal          | 4         | —      |             |

### Voormalige vloot

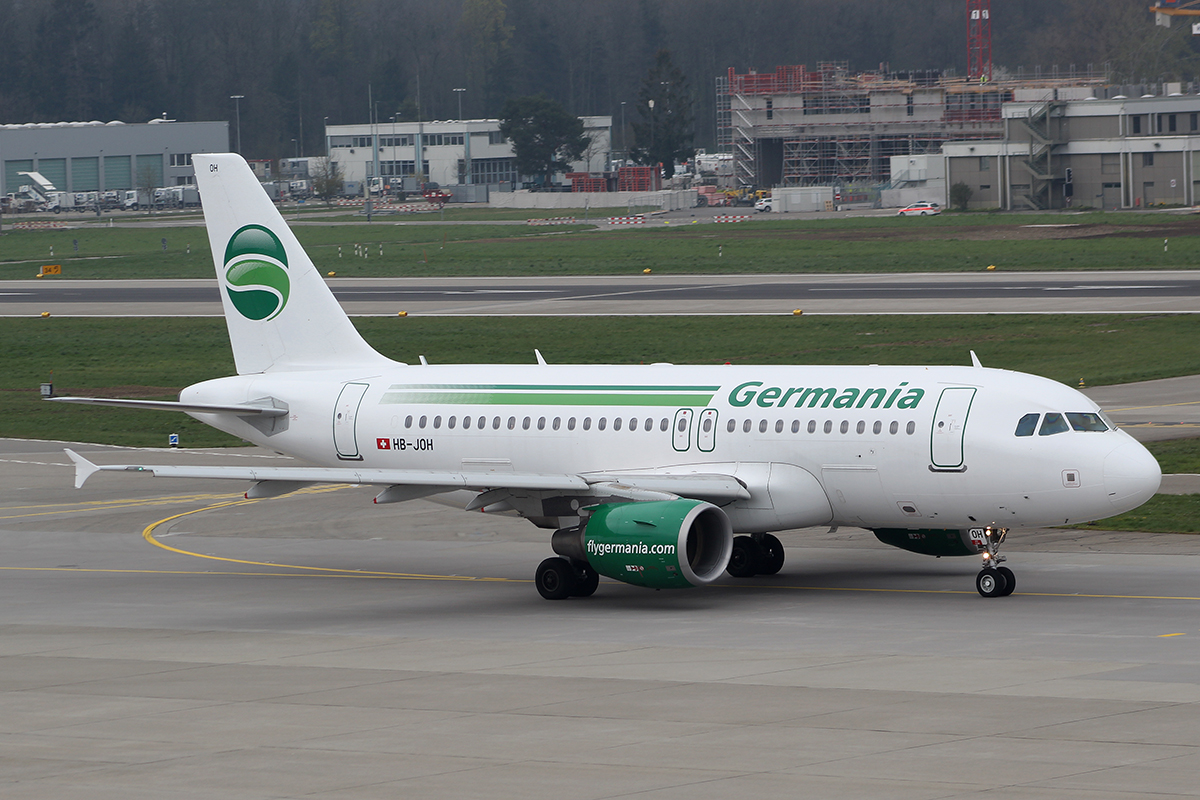
Voormalige Airbus A319-100 in kleuren van Germania Flug

De vloot van Chair Airlines bestond ook uit de volgende toestellen:
| Type            | Aantal | In dienst | Uitgefaseerd | Opmerkingen            |
| --------------- | ------ | --------- | ------------ | ---------------------- |
| Airbus A319-100 | 2      | 2019      | 2023         |                        |
| Boeing 737-800  | 1      | 2021      | 2021         | Geleased van Enter Air |

## Bestemmingen
Chair Airlines vliegt naar de volgende bestemmingen (augustus 2024):
| Land            | Stad       | Luchthaven                           | Opmerkingen      |
| --------------- | ---------- | ------------------------------------ | ---------------- |
| Cyprus          | Larnaca    | Luchthaven Larnaca                   | seizoensgebonden |
| Egypte          | Hurghada   | Luchthaven Hurghada                  |                  |
| Egypte          | Marsa Alam | Luchthaven Marsa Alam                |                  |
| Frankrijk       | Mulhouse   | EuroAirport Basel-Mulhouse-Freiburg  |                  |
| Griekenland     | Iraklion   | Luchthaven Iraklion                  | seizoensgebonden |
| Griekenland     | Kos        | Luchthaven Kos                       | seizoensgebonden |
| Griekenland     | Rhodos     | Internationale luchthaven van Rhodos | seizoensgebonden |
| Noord-Macedonië | Ohrid      | Luchthaven Ohrid                     |                  |
| Noord-Macedonië | Skopje     | Luchthaven Skopje Alexander de Grote |                  |
| Kosovo          | Pristina   | Luchthaven Pristina                  |                  |
| Spanje          | Palma      | Aeropuerto de Palma de Mallorca      |                  |
| Zwitserland     | Zürich     | Flughafen Zürich                     | hub              |